# ITF Incheon Women's Challenger Tennis 2012
L'ITF Incheon Women's Challenger Tennis 2012 è stato un torneo di tennis facente parte della categoria ITF Women's Circuit nell'ambito dell'ITF Women's Circuit 2012. Il torneo si è giocato a Incheon in Corea del Sud dal 25 giugno al 1º luglio 2012 su campi in cemento e aveva un montepremi di $25,000.

## Vincitori

### Singolare
Chan Chin-wei ha battuto in finale  Zhang Ling con il punteggio di 3–6, 6–2, 6–1

### Doppio
Liang Chen /  Sun Shengnan hanno battuto in finale  Kim Ji-young /  Yoo Mi con il punteggio di 6–3, 6–2